# Université d'économie de Bratislava
L'université d'économie de Bratislava (en slovaque : Ekonomická univerzita v Bratislave) est la plus ancienne institution d'enseignement supérieur en économie de Slovaquie.

## Histoire
L'établissement a été créé en 1940 comme établissement d'enseignement supérieur privé sous le nom de Vysoká obchodná škola v Bratislave (École supérieure de commerce de Bratislava), notamment du fait que les établissements tchécoslovaques fréquentés jusque-là par les étudiants slovaques étaient situés en Bohême-Moravie occupée par l'Allemagne nazie.
Nationalisée en 1945, elle prit le nom de Slovenská vysoká škola obchodná (École supérieure de commerce slovaque). Elle devint en 1949 Vysoká škola hospodárskych vied (École supérieure de sciences économiques) et en 1952 Vysoká škola ekonomická (École supérieure d'économie). 

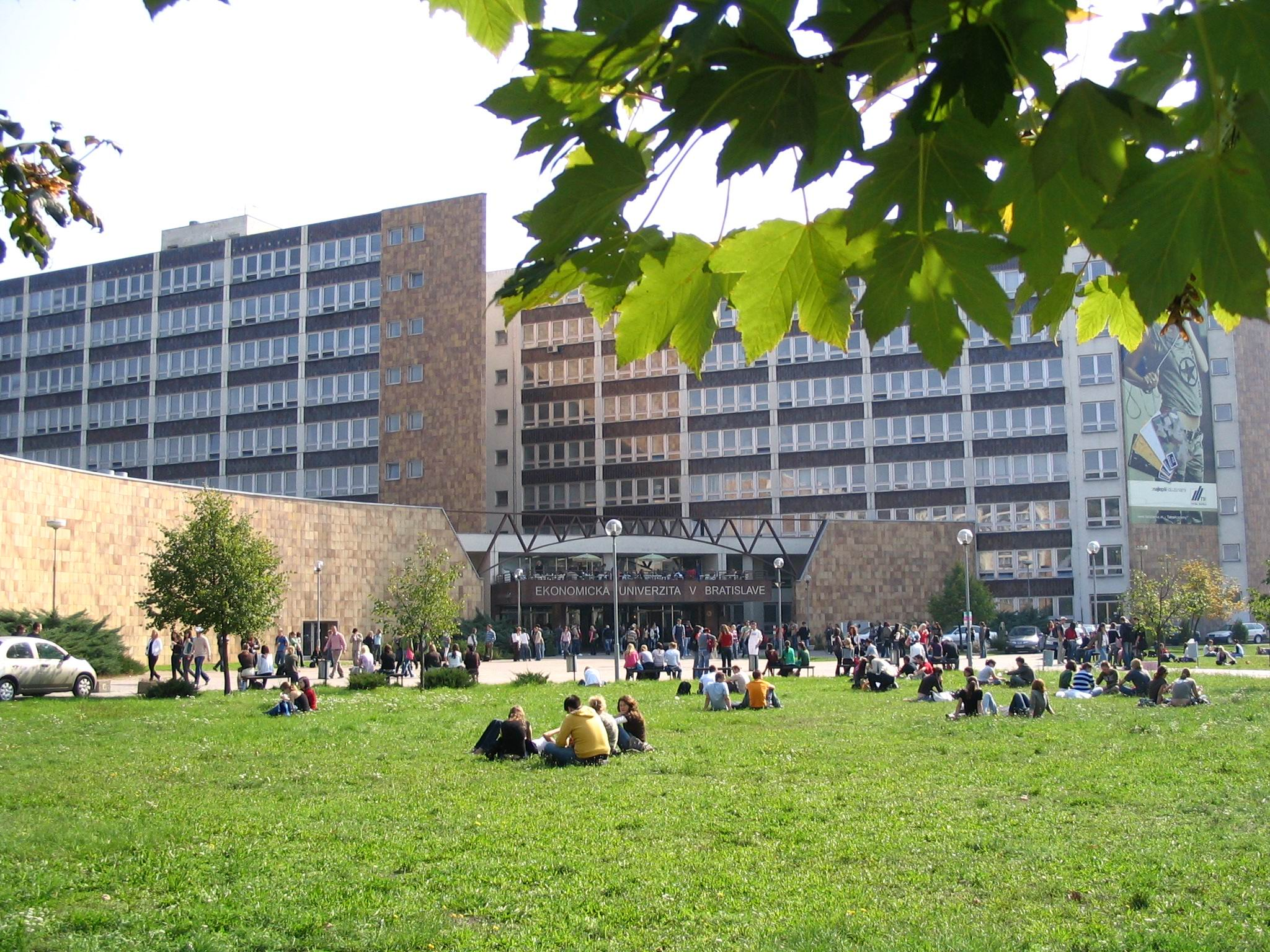
Un premier bâtiment

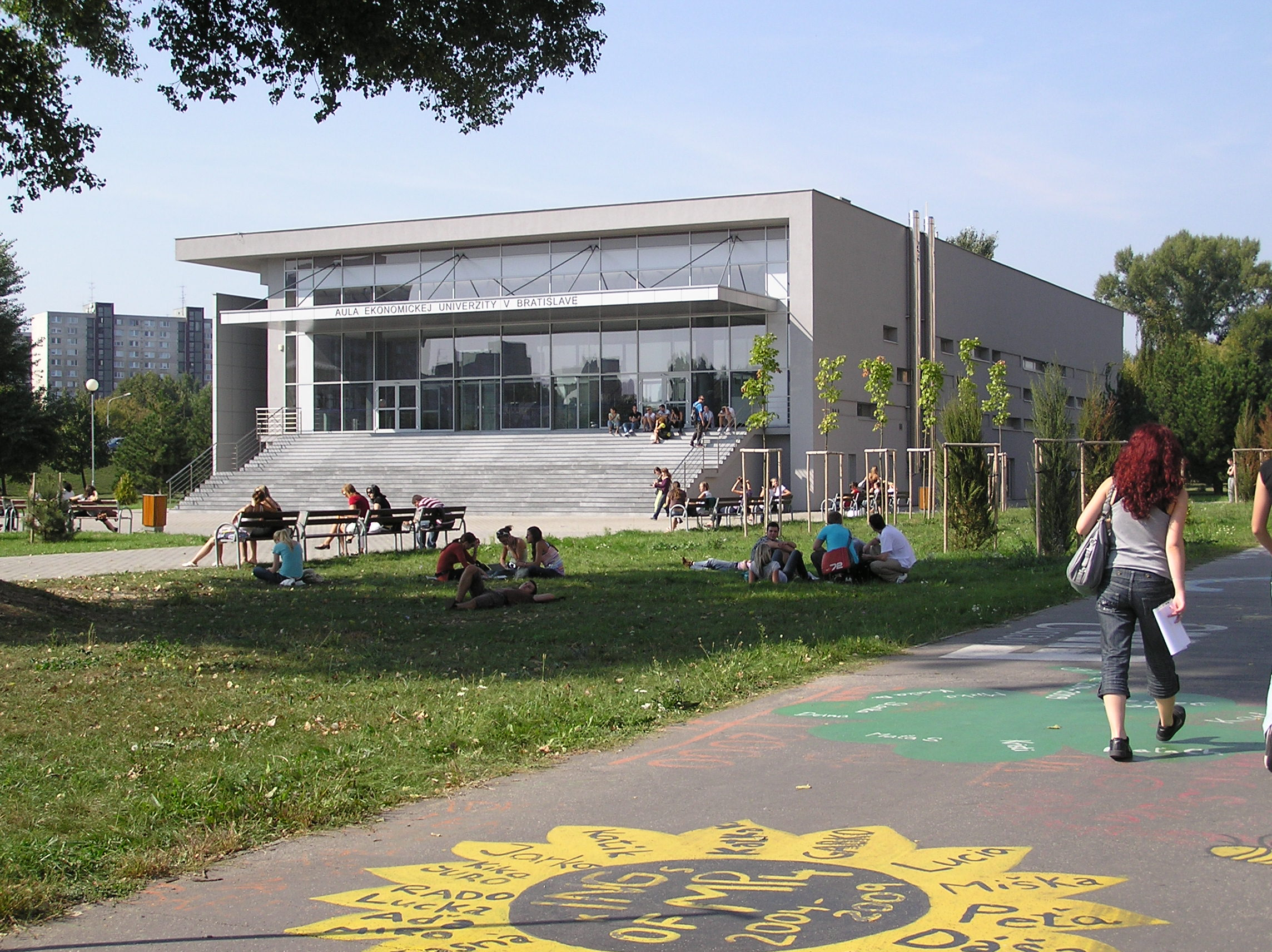
Un second bâtiment

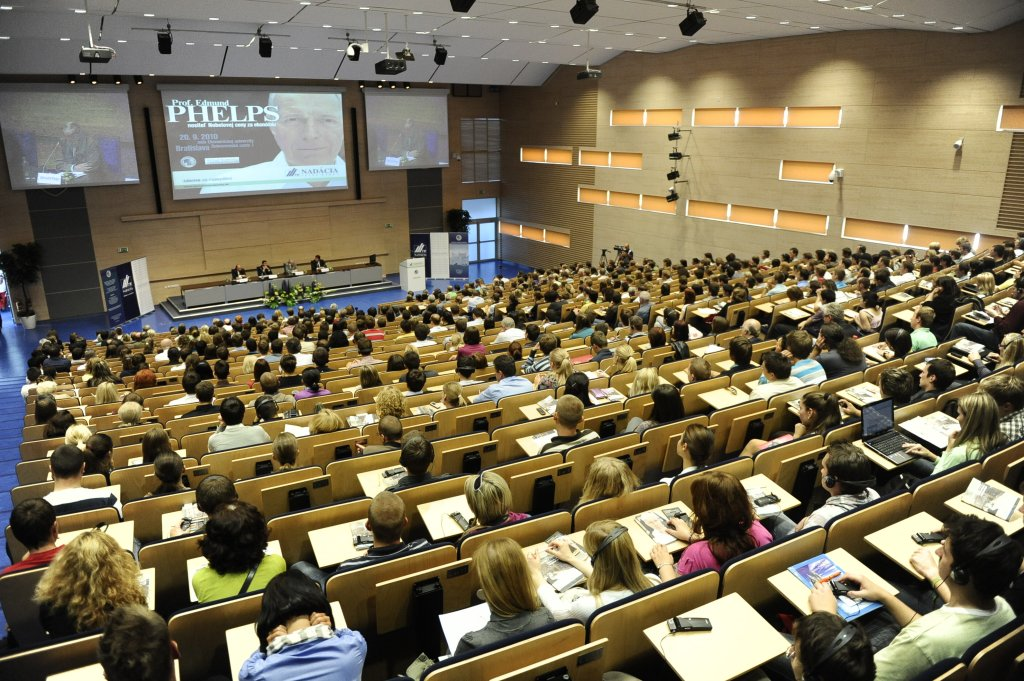
Un cours en amphithéâtre

Son nom actuel fut adopté en 1992.

## Structure
- Faculté d'économie nationale
- Faculté de commerce
- Faculté d'informatique économique
- Faculté de gestion
- Faculté de relations internationales
- Faculté des langues appliquées
- Faculté d'économie des affaires de Košice
- l'ancienne faculté d'économie des services et du tourisme de Banská Bystrica est une des entités qui ont constitué l'Université Matej Bel